# Köhlbrand-Freileitungskreuzung

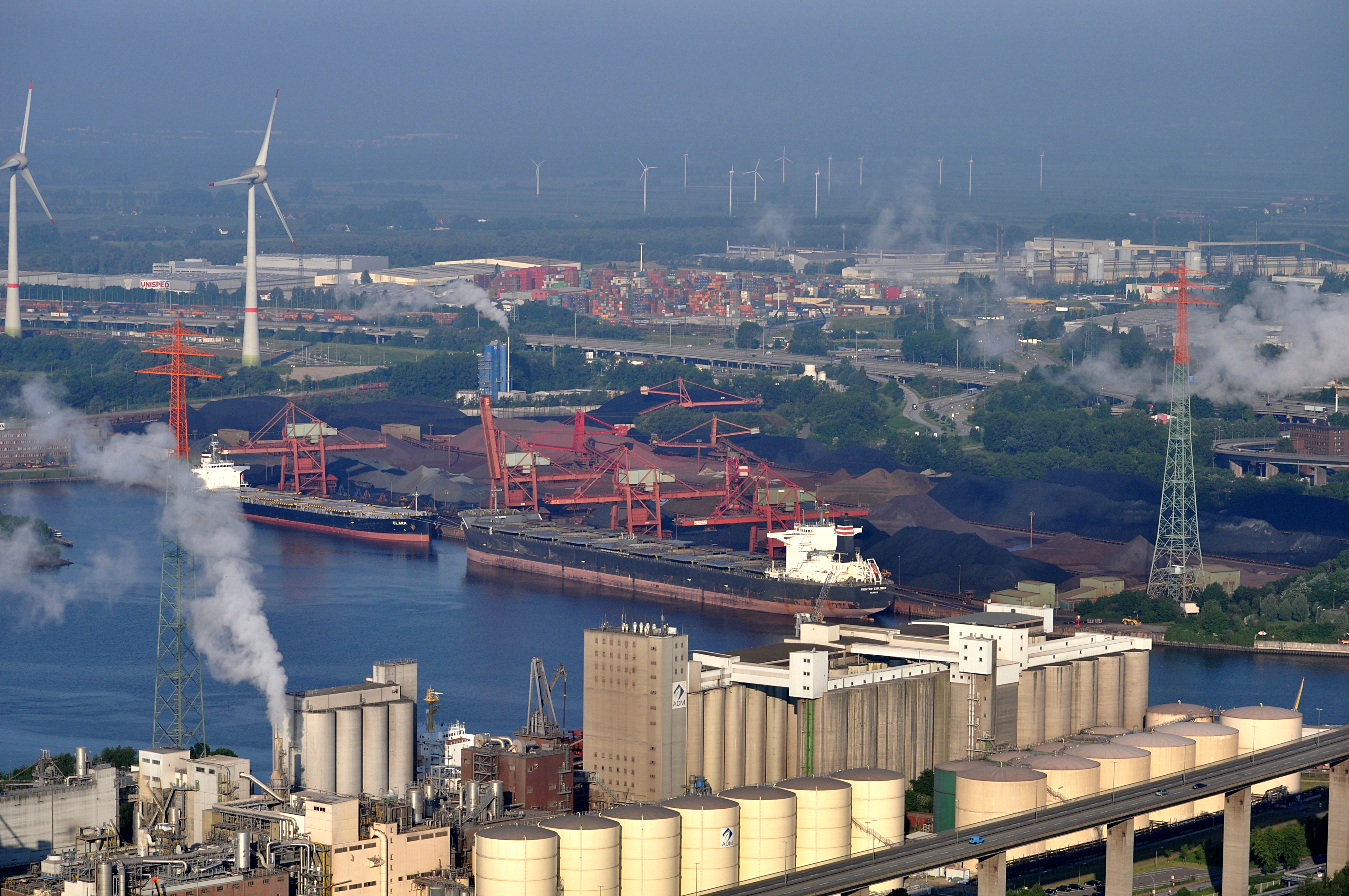
Köhlbrandkreuzung von Nordosten aus gesehen

Die Köhlbrand-Freileitungskreuzung ist die Kreuzung des Köhlbrands, dem Mündungsabschnitt der Süderelbe im Bereich des Hamburger Hafens, durch eine vierkreisige 110-kV-Drehstromfreileitung. Sie besitzt 138 Meter hohe Masten in einem 581 Meter langen Spannfeld und weist damit die dritthöchsten Freileitungsmasten in Deutschland auf, nach den beiden elbabwärts gelegenen Flusskreuzungen Elbekreuzung 2 und 1 bei Stade. Die Masten sind deshalb so hoch, um auch großen Seeschiffen die Einfahrt in den Hafen Hohe Schaar mit seinen Tanklagern zu ermöglichen. Der Mast am westlichen Ende des Spannfelds trägt außerdem eine Radarantenne des Wasserstraßen- und Schifffahrtsamts Hamburg.
Die Leitung, die von den Hamburgischen Electricitäts-Werken gebaut wurde, hat wie die meisten Freileitungen in Hamburg, die von diesem Unternehmen gebaut wurden, zwei Erdseile auf der obersten Traverse. Typisch ist auch die Führung von jedem der vier Stromkreise auf einer Traversenseite. Heutiger Netzbetreiber ist die aus der Vattenfall vorgegangene Stromnetz Hamburg.
Ein genaues Baujahr der Freileitung ist unbekannt; zum Zeitpunkt des Baus der Köhlbrandbrücke 1970–74 existierte sie bereits. Aufgrund ihrer Höhe sind die beiden Kreuzungsmasten mit leuchtend roter Warnfarbe angestrichen. Bis etwa 2003 war der Anstrich noch rot-weiß gestreift.